# Эйнасте, Кейн
Кейн Эйнасте (эст. Kein Einaste; род. 22 февраля 1985, Сангасте, Валгамаа) — эстонский лыжник, участник Олимпийских игр в Ванкувере. Специалист спринтерских гонок.

## Карьера
В Кубке мира Эйнасте дебютировал в январе 2005 года, в январе 2010 года впервые попал в десятку лучших на этапе Кубка мира, в спринте. Всего на сегодняшний день имеет на своём счету 2 попадания в десятку лучших на этапах Кубка мира, по 1 в командных и личных гонках. Лучшим достижением Эйнасте в общем итоговом зачёте Кубка мира является 83-е место в сезоне 2010/11.
На Олимпиаде-2010 в Ванкувере стал 59-м в спринте классическим стилем.
За свою карьеру принимал участие в одном чемпионате мира, на чемпионате 2011 года занял 44-е место в спринте и 11-е место в командном спринте.
Использовал лыжи и ботинки производства фирмы Fischer.
После завершения карьеры тренировал швейцарских спринтеров. В мае 2020 года возглавил мужскую сборную Швейцарии по лыжным гонкам.